# جان رایان
جان رایان (انگلیسی: John Ryan؛ زادهٔ ۲۰ ژوئیهٔ ۱۹۴۷) بازیکن فوتبال، و سرمربی (فوتبال) اهل بریتانیا است.
از باشگاه‌هایی که در آن بازی کرده‌است می‌توان به باشگاه فوتبال آرسنال، باشگاه فوتبال کمبریج یونایتد، باشگاه فوتبال فولام، باشگاه فوتبال منچستر سیتی، باشگاه فوتبال لوتون تاون، و باشگاه فوتبال استوک‌پورت کانتی اشاره کرد.